# .tl
.tlは国別コードトップレベルドメイン（ccTLD）の一つで、東ティモールに割り当てられている。.tlはCountry Code Administrators（CoCCA）を通じて管理されている。そして、第二レベルドメインは世界中で手に入れることができる。
東ティモールの以前のccTLDは.tpであった。.tpはIANAによると、1997年に割り当てられた。
登録は第二レベルドメインを登録することができる。
政府の使用しているサブドメインはgov.tlで、例えば政府のサイトならwww.timor-leste.gov.tlとなる。